# Laurent Ruquier
Laurent Ruquier es un famoso humorista, cronista, animador de radio y televisión, escritor, productor de espectáculos y dramaturgo francés. Nació en Le Havre el 24 de febrero de 1963.

## Biografía
Ruquier creció en una familia grande y modesta. Su padre era obrero en la construcción y su madre ama de casa. Fue un niño feliz que divirtió a sus compañeros de clase con sus primeros intentos satíricos en el periódico del instituto.

## Vida profesional

### En la televisión francesa y en la radio
Listado de sus programas:
- 1994 : Rien à cirer "No me importa", adaptación de su programa radiofónico
- 1995 : Les niouzes "Las noticias"
- 1999 - 2000 : Un an de plus "un año más" con Marc Olivier Fogiel
- 2000 - 2006 : On a tout essayé "Lo hemos probado todo"
- 2003 : Concours de l'eurovision de la chanson 2003 "Festival de la Canción de Eurovisión 2003" con Isabelle Mergault
- 2004 : Concours de l'eurovision de la chanson 2004 "Festival de la Canción de Eurovisión 2004" con Elsa Fayer
- 2005 - 2006 : Ça balance à Paris "Critican en París"
- 2006 - 2020 : On n'est pas couché "No estamos acostados"
- 2007 - 2008 : On n'a pas tout dit "No lo hemos dicho todo"
- Desde 2009 : On a tout révisé "Lo hemos repasado todo"
- 2010 : On va s'gêner "Sin cortarse", adaptación de su programa radiofónico
- Des 2010 : On n'demande qu'à en rire "Sólo queremos reírnos"
- Des 2014: Les Grosses Têtes (RTL)
- 2020 - 2022 On est en direct (France 2)

En septiembre de 2000, Thierry Ardisson y Catherine Barma le ofrecen la posibilidad de presentar, On a tout essayé "Lo hemos probado todo" sobre France 2 por la noche, uno de cada dos martes. Ante el éxito del programa, France 2 le ofrece, en septiembre de 2001, pasarse a una programación diaria de 19h00 y las 20h00. En 2001, su programa recibió un 7 d'Or en la categoría "Mejor programa de humor". Suele trabajar con una colla de colaboradores y amigos suyos talqes como Philippe Geluck, Peri Cochin, Isabelle Alonso, Caroline Diament, Christophe Alévêque, Elsa Fayer, Annie Lemoine, Steevy Boulay, Pierre Bénichou, Florence Foresti... De septiembre de 2007 a julio de 2008, presentó On n'a pas tout dit "No lo hemos dicho todo", que sustituye On a tout essayé "Lo hemos probado todo".
Desde 2006, presenta el programa semanal On n'est pas couché, cada sábado por la noche. Eric Zemmour (y antes Michel Polac) y Eric Naulleau le acompañan para dar su opinión sobre temas políticos y artísticos. En mayo de 2011 Ruquier anuncia cambios en el equipo: decide substituir los polemistas Eric Zemmour y Eric Naulleau por dos mujeres, Natacha Polony y Audrey Pulvar. El humorista Jonathan Lambert también deja su colaboración en el programa y el dramaturgo Nicolas Bedos, llega en el equipo.
Desde 1999, Ruquier presenta también On va s'gêner en la emisora Europe 1. Durante dos horas repasa la actualidad del día con su banda de cronistas (Philippe Geluck, Gérard Miller, Isabelle Alonso, Pierre Bénichou, Claude Sarraute, Fabrice Éboué, Christophe Alévêque, Steevy Boulay, Jean-Luc Lemoine, Peri Cochin, Valérie Mairesse, Christine Bravo, Patrice Leconte, Christine Ockrent, Isabelle Motrot, Monique Pantel, Serge Llado, Arno Klarsfeld, Valérie Payet, Bernard Rapp, Jacques Martin, Jean Yanne, Philippe Bouvard, Pierre Palmade... El programa celebra sus diez años el 21 de octubre de 2009 durante un programa especial y gratis de tres horas emitido desde el Olympia (París) en la emisora Europe 1 y en la cadena France 4. Todos los cronistas que habían participado en el programa desde su creación estaban presentes. En febrero de 2010, presenta mensualmente una adaptación televisual de su programa de radio en France 4.
Desde diciembre de 2009, presenta On a tout révisé en France 2, con toda su banda.
Desde septiembre de 2010, presenta un nuevo programa, On n'demande qu'à en rire en France 2. Durante el programa, humoristas (solos, a duo, en trio, etc.) poco conocidos pueden presentar una actuación limitada en el tiempo en el plató. La temática ha de ir vinculada con la actualidad o con temas que se les propone a los candidatos. Al principio, el jurado se compone de Laurent Ruquier (siempre) y de tres otros miembros que cambian cada día: dos invitados que forman parte del mundo cultural y un miembro de la "banda de Ruquier". Desde el 18 de octubre de 2010, después de la actuación de Chantal Goya como jurado (según él "no dio el pego"), Laurent Ruquier decidió reemplazar este jurado "provisional" por un jurado "recurrente" compuesto de él y tres especialistas del mundo de espectáculo. Ahora hay: Jean Benguigui, Isabelle Mergault, Catherine Barma, Patrice Leconte, Michèle Bernier, Eric Metayer, Jean-Luc Moreau, Philippe Gildas y Virginie Lemoine.

### One-man-shows y teatro
De 1997 a 2000, presenta dos espectáculos realizados por Pascual Légitimus y producido por "Juste pour rire": "Finalmente buen chico" y "Todavía buen chico". En ellos, hace pública su homosexualidad.
Lista de sus obras:
- 2003 : La presse est unanime, "La prensa es unánime"
- 2004 : Grosse chaleur, "Calor Grueso"
- 2005 : Et si c'était à refaire, "Y si tuviera que volver a hacerlo"
- 2008 : Open bed, "Cama abierta"
- 2008 : J'me voyais déjà, "Ya me veía"
- 2011 : Parce que je la vole bien, "¡Porque la robo bien!"